# 10924 Mariagriffin
10924 Mariagriffin este un asteroid din centura principală de asteroizi.

## Descriere
10924 Mariagriffin este un asteroid din centura principală de asteroizi. A fost descoperit pe 29 ianuarie 1998 la Cocoa de Ian P. Griffin. Asteroidul prezintă o orbită caracterizată de o semiaxă mare de 3,04 ua, o excentricitate de 0,05 și o înclinație de 10,6° în raport cu ecliptica.